# Leptops occidentalis
Leptops occidentalis är en stekelart som beskrevs av Heinrich 1968. Leptops occidentalis ingår i släktet Leptops och familjen brokparasitsteklar. Inga underarter finns listade i Catalogue of Life.